# Alcyonium muricatum
Alcyonium muricatum är en korallart som beskrevs av Yamada 1950. Alcyonium muricatum ingår i släktet Alcyonium och familjen läderkoraller. Inga underarter finns listade i Catalogue of Life.